# التنمر المؤدي للانتحار

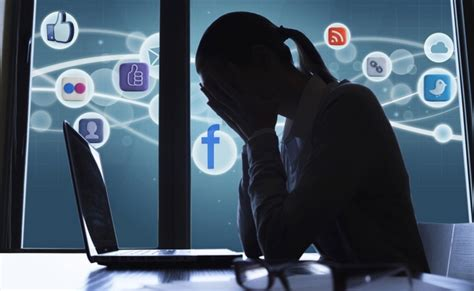
امرأة منزعجة من التسلط عبر الإنترنت

التنمر المؤدي للانتحار التنمر والانتحار، والتي عند جمعها تسمى التنمر المؤدي للانتحار، ومعناها أن سبب الانتحار يعزى إلى تعرض الضحية للتنمر، إما شخصيًا أو عبر وسائل التواصل الاجتماعي. كتب الكاتبان نيل مار وتيم فيلد عن ذلك في كتابهما الصادر عام 2001 بعنوان Bullycide: Death at Playtime.
أنتقد بعض المحللين هذا المصطلح لأنه يربط بين سبب ونتيجة تحت سيطرة شخص آخر.
تظهر الأبحاث أن أولئك الذين يتعرضون للتنمر لديهم احتمال أكبر في التفكير أو الانتحار من أولئك الذين لا يتعرضون للتنمر. ومع ذلك، هناك ضحايا تنمر لا ينتهي بهم المطاف إلى الانتحار، والبعض منهم يشاركون تجربتهم من أجل إرسال رسالة إيجابية إلى ضحايا التنمر مفادها أن الانتحار ليس الخيار الوحيد.
في عام 2010، أدت حالات انتحار المراهقين في الولايات المتحدة بسبب التنمر لاتهامهم بالمثلية أو الاعتقاد بأنهم كذلك إلى إنشاء مشروع «للأفضل» بواسطة دان سافاج. وعلى الإنترنت تم إنشاء الحدث، Spirit Day، حيث طُلب من المشاركين ارتداء اللون الأرجواني كرمز لاحترام ضحايا التنمر المتوفين، وخصوصاً التنمر الإلكتروني، ولإظهار معارضة ضد التنمر للمثليين.

## إحصائيات
بحسب مركز دراسة الأمراض أن ما يقرب من 45000 حالة وفاة تحدث بسبب الانتحار كل عام. حيث إن كل 100 محاولة للانتحار محاولة ناجحة على الأقل. أكثر من 14 ٪ من الطلاب في المدرسة الثانوية يفكر في الانتحار وحوالي 7 ٪ منهم يحاولون الانتحار. الطلاب الذين يتعرضون للتنمر هم أكثر عرضة للتفكير بحوالي 2 إلى 9 مرات دون تنفيذ. وجدت دراسة في بريطانيا أن ما لا يقل عن نصف حالات الانتحار بين الشباب ترتبط بالتنمر. من المرجح أن تنتحر الفتيات المراهقات في سن 10 إلى 14 عامًا بناءً على هذه الدراسة. وفقًا لـ ABC News ، ما يقرب من 30٪ من الطلاب هم إما ضحايا لتنمر الآخرون أو التنمر على أنفسهم، و 160,000 طفل يبقون في منازلهم من المدرسة يوميًا لأنهم خائفون من التعرض للتنمر.

## التنمر الإلكتروني
التنمر عبر الإنترنت هو شكل من أشكال العدوان عن طريق استخدام الإنترنت  أو الاتصال الإلكتروني، مثل الهواتف المحمولة والبريد
الإلكتروني والرسائل النصية، للتسبب في الإذلال والإرهاب والإحراج.
دراسة تقول بالمقارنة بين التنمر اللفظي والتنمر الإلكتروني فإن المراهقين الذين يتعرضوا للتنمر الالكتروني بمعدل 11.5 يفكرون في الانتحار. اما الذين تعرضوا للتنمر اللفظي يفكرون حوالي 8.4 مرة. وفي دراسة اخري 75 في المئة من المراهقين يفكرون في الانتحار بعد تعرضهم للتنمر الالكتروني عن التنمر اللفظي.

## الظروف التي تؤثر على حساسية الشخص
●       صدمة عاطفية
●       التعرض للعنف 
●       مشاكل الأسرة
●       مشاكل في العلاقات
●       مشكلة في التواصل مع مناخ المدرسة
●       عدم وجود بيئة داعمة
●       تعاطى الكحول
●       عدم النجاح في الدعم

## المثليات/ المثليين/ ثنائي الجنس/العابرون جنسيا
محاولات الانتحار هي 2-4 مرات أعلى من الأشخاص متبايني الجنس
يجب على الشباب "أن يتعاملوا مع تطور هوية الأقليات الجنسية جنبًا إلى جنب حيث التعليقات السلبية والنكات والتهديدات بالعنف. حيث أفادت دراسة أن 19 دراسة كانت مرتبطة بالسلوك الانتحاري لدى طلاب المثليات والمثليين وثنائيي الجنس
في المدرسة، حيث يعانى المثليين  وثنائيي الجنس والمتحولين جنسياً من التنمر أكثر من الطلاب من متابينى الجنس

## تحقيقات سوء معاملة المجندين في الكلية العسكرية
جاء التحقيق كرد على ادعاء مجموعة من المجندين ذوي السبعة عشرة أعوام في الجيش البريطاني بأن 17 مدربا أساءوا معاملتهم خلال تدريبهم على مدار تسعة أيام في يونيو 2014
أعتبر التحقيق أنه أكبر تحقيق للجيش البريطاني على الإطلاق في إساءة المعاملة. تضمنت الادعاء أن المدربين قد هاجموا المجندين وقاموا بتلطيخ أفواههم بروث الماشية وإدخال رؤوسهم تحت الماء. جاءت الاتهامات بشكل مبدئي التسبب في  العديد من الإصابات الجسدية والاعتداءات. قبلت جميعا بالرفض من قبل المتهمين
أسقطت التهم الموجهة إلى سبعة من المتهمين بحلول موعد الجلسة الأولية في 21 سبتمبر 2017. بدأت المحاكمة العسكرية بالمتهمين العشرة الباقين في 12 فبراير 2018.
كان من المتوقع ان تستمر الجلسة أربعة أسابيع. لكن سرعان ما انهارت بعد أن حكم القاضي بأن الشرطة العسكرية الملكية قد أساءت عمليات التحقيق وبالتالي لا يمكن إجراء محاكمات عادلة.
خاصة أن المحكمة انتقدت التحقيق واعتباره أمر معيب. حيث فشلت الشرطة العسكرية في مقابلة شهود العيان الرئيسيين.
فاستغرق الأمر عامين لتوقيف المتهم لاستجوابه وثلاث سنوات أخرى لتقديم القضية إلى المحاكمة. وقد تم إطلاق سراح جميع المتهمين دون توجيه تهم أخرى.

## خلفية عن الأحداث
يستقبل الجيش البريطاني مجندين جدد من سن 16 عامًا. يخضع المجندون الذين تتراوح أعمارهم بين 16 و 17.5 عامًا والمعروفون باسم الجنود الصغار، لتدريب أولي مدته 12 شهرًا في الكلية العسكرية في هاروجيت، يوركشاير. ومع اقتراب نهاية هذه الفترة، يسافر المجندون المتجهون إلى المشاة إلى معسكر المعركة في كيركودبرايت ودومفريز وجالاوي، والذي يتضمن ممارسة الطعن بالحربة. ثم يكملون تدريبهم في مركز تدريب المشاة في كاتريك، يوركشاير
كانت ادعاءات سوء المعاملة في الكلية العسكرية. بين عامي 2014 و 2017، حيث  قدم المجندون 50 شكوى رسمية من الاعتداء أو سوء المعاملة.

## الادعاءات والتهم
بحلول وقت الجلسة الأولية في 21 سبتمبر 2017، كانت التهم الموجهة إلى سبعة من المتهمين قد أسقطت ، تاركة عشرة مدعى عليهم يواجهون 25 تهمة سوء معاملة وستة اعتداءات بالضرب.
بدأت المحاكمة في 12 فبراير 2018 في مركز محكمة بولفورد العسكرية برئاسة مساعد المحامي العام آلان لارج. بعد مرافعات الادعاء الافتتاحية، تقدم الدفاع بطلب لإيقاف الإجراءات باعتبارها إساءة استخدام المحاكمة، وهذا يعني أن الادعاءات لم يتم التحقيق فيها وتقديمها إلى المحكمة بشكل لائق وافق القاضي على ذلك، ووصف التحقيق بأنه «معيب على نحو خطير» و «ضعيف تمامًا»، وانتقد الشرطة العسكرية لفشلها في مقابلة الشهود الرئيسيين وقضاء وقت طويل في تقديم القضية إلى المحاكمة.على أساس أنه لم يعد من الممكن محاكمة المتهمين بشكل عادل، وتحفظ القاضي على القضية وأُطلق سراح جميع المدعى عليهم.

## الجدول الزمني
تلخيص الجدول الزمني للحكم القانوني
- يونيو 2014: مجموعة من المشاة المجندين الذين تتراوح أعمارهم بين 17 عامًا من كلية العسكرية يسافرون إلى معسكر المعركة، حيث وقعت الحوادث. ولم يقدم المجندون المعنيون بالأمر شكوى في ذلك الوقت.
- سبتمبر 2014: استدعي المجندين المعنيين، الموجودين الآن في مركز تدريب المشاة في كاتريك، من قبل الموظفين أثناء مناقشتهم للحوادث المزعومة في معسكر المعركة. وسجلت أقوالهم بشكل غير رسمي ومررت إلى سلسلة القيادة لاتخاذ إجراء.ثم الاتصال بالشرطة العسكرية الملكية.
- أكتوبر 2014: أخذت الشرطة العسكرية أقوال شهود رسمية من المجندين المعنيين، يزعم البعض منهم المعاملة السيئة على أيدي مدربين في معسكر المعركة خلال ممارسة حربة ما بين 6 و 15 يونيو. كما أخذ بيان من رقيب الأركان المسؤول عن تقديم تدريب حربة في معسكر المعركة في شهر يونيو، والذي أعلن أنه لم يشهد أي سوء معاملة في ذلك الوقت. وكان هناك مدربون آخرون حاضرون، بما في ذلك بعض المتهمين، لكن لم تؤخذ أقوالهم والسبب في ذلك، كما أوضح لاحقًا للمحكمة العسكرية من قبل الضابط المسؤول عن التحقيق، هو أن جمع أقوال الشهود الإضافية هذه كان سيتسبب في تأخير.
- ديسمبر 2014: بحلول ديسمبر 2014، قدم نحو 40 من الجنود المبتدئين ادعاءات ضد حوالي 30 موظف
- سبتمبر 2016: بعد عامين من هذه الأحداث. ألقي القبض على المتهمين واستجوابهم بحذر.
- يوليو 2017: هيئة النيابة العامة للخدمة، التي تحاكم نيابة عن القوات العسكرية، قررت إرسال القضية للمحاكمة أمام محكمة عسكرية.
- سبتمبر 2017: في الجلسة الأولية  للمحكمة العسكرية في 21 سبتمبر، أعترف جميع المتهمين بالتهم المنسوبة إليهم في انتظار جلسة استماع كاملة من 12 فبراير 2018.
- فبراير 2018: بعد مرافعات الادعاء، يجادل محامي الدفاع بأن عدم إجراء مقابلة مع شهود رئيسيين محتملين، وكذلك التأخير الطويل بين الحوادث المزعومة والمحاكمة يصل إلى حد سوء استخدام العملية ويتقدمون بطلب لإيقاف الإجراءات. يوافق القاضي على إطلاق سراح المتهمين الخمسة على أساس أن المحاكمة العادلة لم تعد ممكنة.

## رد فعل
أُبلغ عن تردي الحالة في العديد من الصحف والأعلام مثل BBC والتايمز وغيرها. وقال لويس تشيري، محامي الدفاع في المحكمة العسكرية التي تمت مقابلته مع هيئة الإذاعة البريطانية (BBC)، إنه «من المخيف» هو فشل الشرطة العسكرية في إجراء تحقيقها بالترتيب الصحيح، وقال إن موكله كان سيكون مرتاح من كابوس هذه الادعاءات الكاذبة والتي استمرت لسنوات.
وصرح بعض نشطاء حقوق الإنسان بأن "الإخفاقات المتعددة" التي أدت إلى انهيار القضية أظهرت أنه لا ينبغي تكليف الجيش بإقامة العدل الخاص به. وقالت جماعة حملة فورس واتش إن انهيار القضية يعني أن "المزاعم الخطيرة المتعلقة بإساءة معاملة بعض المجندين الأصغر سناً في الجيش لم تراجع.
أعلنت وزارة الدفاع عن مراجعة داخلية.

## اقرأ أيضاً
قائمة الانتحارات التي صنفت تحت عنوان التنمر